# Alexandre Mahamba
Alexandre Mahamba est un homme politique congolais membre du Mouvement national congolais-Lumumba. 

## Biographie
Juriste de formation, il est le délégué du Collège exécutif général à la Conférence de la Table ronde économique à Bruxelles (d'avril à mai 1960) et candidat à la présidence du Sénat en 1960. Il est le ministre des Affaires foncières dans les gouvernements Lumumba (de juin à septembre 1960) et Iléo I (septembre 1960),  ministre des Mines et de l'Énergie dans le Gouvernement Iléo II (de février à août 1961) et ministre des Affaires foncières, des Mines et de l'Énergie dans le Gouvernement Adoula (d'août 1961 à juillet 1964). Il est également secrétaire général de l'Ordre des avocats à la fin de l'année 1964.
Il fait partie des quatre martyrs de la Pentecôte exécutés par pendaison le 1er juin 1966 à Kinshasa sous le régime de Joseph-Désiré Mobutu.